# Ludificació de l'aprenentatge
La ludificació de l'aprenentatge -de vegades traduït com gamificació, joguització o juguetizació- és un acostament educacional per motivar als estudiants a aprendre mitjançant l'ús de dissenys de videojocs i elements de joc a l'entorn d'aprenentatge. L'objectiu és maximitzar el plaer i el compromís a través de la captura de l'interès dels estudiants i inspirant-los a continuar amb l'aprenentatge. La ludificació, definida en sentit ampli, és el procés de definir els elements compresos en els jocs que els fa divertits i motiven als jugadors a seguir jugant, i usar aquests mateixos elements en un context aliè al joc per influenciar el comportament. En contextos educacionals, exemples dels comportaments desitjats per part dels estudiants en els quals la gamificació pot potencialment influenciar inclouen l'assistència a classe, enfocar-se en tasques d'aprenentatge complexes i la presa d'iniciatives.
Distingible de l'aprenentatge basat en el joc, la gamificació de l'aprenentatge no involucra als estudiants a dissenyar i crear els seus propis jocs o a jugar videojocs comercials. Dins de les iniciatives d'aprenentatge basat en jocs, els estudiants podrien usar Gamestar Mechanic o Gamemaker per crear el seu propi videojoc, o jugar Minecraft, per exemple, on exploren i crea mons 3D. En aquests exemples, juntament amb jocs tals com Sorgeix i Angry Birds, l'agenda d'aprenentatge està inclosa dins del propi joc.
Distingible també de l'entreteniment educatiu, la ludificació de l'aprenentatge s'enfoca més en l'adaptació d'eines lúdiques per potenciar l'aprenentatge, mentre que aquell s'enfoca més en processos i eines d'ensenyament, i busca enriquir-les amb continguts d'entreteniment com ara pel·lícules, llibres o jocs.
Alguns autors contrasten la gamificació de l'aprenentatge amb l'aprenentatge basat en el joc, al·legant que la gamificació ocorre només quan l'aprenentatge es dona en un context aliè al joc, com una aula de col·legi, i quan una sèrie d'elements de joc s'organitzen en un sistema o "capa de joc" que opera en coordinació amb l'aprenentatge en aquesta aula. Uns altres inclouen jocs que es creen per induir l'aprenentatge.
Gabe Zichermann comenta que "en termes tàctics, la gamificació pot ser entesa com l'ús d'elements dels sistemes de jocs amb objectius mercantils (...) d'aquesta forma la gamificació està sent usada per crear experiències que usen el poder dels videojocs (...) en camps com els de la salut, finances, governació, educació, etc." (2011)
L'objectiu de la gamificació no és simplement fer ús de l'instint intrínsec de l'ésser humà pel gust al joc per motivar-ho a jugar per jugar. Per contra, a través d'un disseny innovador i atractiu per al subjecte, es busca comprometre-ho amb l'activitat per millorar les seves capacitats, habilitats, coneixements o es persegueix una fi comercial.

## Elements de joc que poden facilitar l'aprenentatge
Alguns elements de jocs que poden usar-se per motivar als alumnes i facilitar l'aprenentatge inclouen:
- Mecanismes d'avanç (punts/insígnies/taula de classificació, o Aprenentatge Basat en Problemes (ABP, o de l'anglès PBL)
- Narrativa
- Control del jugador
- La retroalimentació immediata
- Oportunitats per a la resolució de problemes de col·laboració
- Aprenentatge de bastiment amb creixents desafiaments
- Oportunitats per al mestratge, i pujar de nivell
- Connexió social

Quan una aula incorpora l'ús d'algun d'aquests elements, aquest entorn pot ser considerat "gamificat". No hi ha distinció quant a la quantitat d'elements que necessiten ser inclosos per constituir oficialment la gamificació, no obstant això un principi rector és que la gamificació presa en compte el complex sistema de raons per les quals una persona decideix actuar, i no només un factor únic. Els mecanismes d'avanç, que no necessiten l'ús de tecnologia avançada, són sovint considerats com un component d'un sistema gamificat. No obstant això, utilitzats de manera aïllada, aquests punts i oportunitats d'aconseguir assoliments no són necessàriament motivadors eficaços per a l'aprenentatge. En Involucrar vídeo jocs que puguin mantenir als jugadors jugant per hores i hores no es conserva l'interès dels jugadors oferint-los solament la possibilitat de guanyar punts i superar nivells. Més aviat, la història que els jugadors porten amb si, les possibilitats dels jugadors de connectar-se i col·laborar amb els altres, la resposta immediata, els reptes cada vegada majors, i les poderoses opcions donades als jugadors sobre la forma de procedir en tot el joc, són factors summament importants en l'activitat constant. Les iniciatives de negoci dissenyades per usar la gamificació amb la finalitat de conservar i buscar clients, però que no incorporin un acostament creatiu i balancejat en combinar elements del joc, poden estar destinades al fracàs. De la mateixa manera, en els contextos d'aprenentatge, les necessitats úniques de cada grup d'alumnes, juntament amb els objectius d'aprenentatge específics referents a aquest context han de conformar la combinació d'elements del joc per donar forma a un sistema de gamificació convincent que tingui el potencial de motivar als estudiants.
Un sistema d'elements de joc que opera en un saló és classes és explícit i practicat conscientment pels estudiants a l'aula. No hi ha intencions ocultes per les quals el mestre intenti forçar o enganyar als estudiants a fer alguna cosa. Els estudiants encara fan eleccions autònomes per participar en les activitats d'aprenentatge. Els mecanisme d'avanç utilitzats en el sistema gamificat poden ser considerats com una forma d'il·luminar el camí per als alumnes a mesura que progressen, i la resta de la mecànica del joc i els elements de disseny del joc es configuren com un sistema d'immersió per recolzar i maximitzar l'aprenentatge dels estudiants.

## Beneficis
Les iniciatives de gamificació en els contextos d'aprenentatge reconeixen que un gran nombre de nens en edat escolar juguen a vídeo jocs, la qual cosa determina la seva identitat com a persones i estudiants. Encara que el món dels jocs solia estar fortament inclinat cap als homes, estadístiques recents dels EUA i el Canadà mostren que el 55% dels jugadors són homes mentre que el 45% són dones. Dins dels jocs i altres mitjans digitals, els estudiants experimenten oportunitats d'autonomia, competència i relacions, i aquestes possibilitats són el que han arribat a esperar d'aquesta classe d'entorns. Brindar aquestes mateixes oportunitats en un ambient de classe és una manera de reconèixer la realitat dels estudiants, i admetre que aquesta realitat afecta qui són com a estudiants. Incorporant elements dels jocs en l'escenari de classes és una forma de proveir als estudiants les oportunitats per actuar de manera autònoma, demostrar la seva capacitat i aprendre amb relació a uns altres. Els elements del joc són un llenguatge familiar que els nens parlen, i un canal addicional a través del qual els mestres poden comunicar-se amb els seus estudiants.
La dissenyadora de jocs Jane McGonigal qualifica als jugadors de vídeo jocs com a optimistes insistents que són part d'una estructura social, que participen en una productivitat joiosa i en la cerca d'un significat èpic. Si els mestres poden organitzar amb èxit els seus salons de classe i activitats curriculars per incorporar els elements dels jocs que poden facilitar tal confiança, propòsit i un sentit del deure integrat. La combinació dinàmica dels motivadors intrínsecs i extrínsecs és una poderosa força que, si els contextos educatius poden adaptar a partir dels vídeo jocs, poden augmentar la motivació del estudiant i el seu aprenentatge.
Alguns dels possibles beneficis de les iniciatives de gamificació reeixides en el saló de classes inclouen:
- Fer que els estudiants s'apropiïn del seu aprenentatge[28]
- Oportunitats d'identitat laboral a través de competir amb un mateix[29]
- Llibertat de fracassar i intentar una altra vegada sense repercussions negatives[28]
- Oportunitats d'incrementar la diversió i entreteniment en el saló de classes[30]
- Oportunitats d'ensenyament diferenciat[30]
- Fer visible l'aprenentatge[30]
- Proveir un grup de tasques principals i secundàries raonables
- Inspirar als estudiants a descobrir motivadors intrínsecs d'aprenentatge[31]

Fent referència al com els jocs de video proporcionen desafiaments cada vegada més difícils per als jugadors, la dissenyadora de jocs, Amy Jo Kim, ha suggerit que cada escenari educatiu podria ser configurat per operar d'aquesta manera. Aquesta mecànica de joc que involucra un seguiment de l'aprenentatge dels jugadors durant el mateix, i que respon augmentant el nivell de dificultat en les tasques al moment just, aconsegueix que els jugadors no es frustrin innecessàriament amb tasques massa difícils ni s'avorreixin amb tasques massa fàcils. Aquest ritme fomenta un interès i compromís continuo el que pot implicar que els estudiants estiguin enfocats en tasques educatives i puguin entrar en un estat de flux, o estar profundament concentrats a aprendre.

## Aplicació
Les tres claus en les quals un saló de classes, curs o mòdul pot ser gamificat són canviant el llenguatge, adaptant el procés de qualificació i modificant l'estructura de l'ambient d'ensenyament-aprenentatge.

### El llenguatge
Quant al llenguatge, en lloc de referir-se als requisits acadèmics amb termes típics associats, es poden utilitzar noms similars al joc. Per exemple, fer una presentació del curs podria referir-se com "embarcar-se en una cerca", escriure un examen podria ser "derrotar els monstres", i la creació d'un prototip podria ser classificat com "completar una missió."

### Les qualificacions
Amb relació a aquestes, el pla de qualificació per a un curs pot adaptar-se perquè faci ús de punts d'experiència (XP) en lloc de lletres. Cada estudiant pot començar en el nivell un amb zero punts; conforme avancin en el curs, completant missions i demostrant el seu aprenentatge, guanyen XP. Es pot elaborar una gràfica per il·lustrar quants XP es necessiten per guanyar una qualificació de lletra. Per exemple, guanyar 1500 XP pot traduir-se a una C, mentre que 2000 li acreditarien una B, i 2500, una A. Alguns mestres utilitzen XP, igual que punts de salut (HP) i punts de coneixement (KP) per motivar als estudiants a l'aula, però no associen aquests punts amb les notes que els estudiants obtenen en el seu boleta de qualificacions. En canvi, aquests punts estan associats a guanyar una recompensa virtual tal com insígnies o trofeus.
Les qualificacions també poden estar representades mitjançant l'ús d'insígnies. En el context de l'elearning, en particular en entorns d'aprenentatge oberts, és comú l'ús d'insígnies digitals per certificar aprenentatges assolits. Aquesta pràctica és també popular en el context dels videojocs massius.

### L'estructura
L'estructura d'un curs o unitat pot ser adaptada en diverses formes per incorporar elements de la gamificació; aquestes adaptacions poden afectar el rol de l'estudiant, el del mestre i el de l'ambient d'aprenentatge. El rol d'un estudiant en un ambient gamificat pot ser adoptar un avatar i un nom de joc amb el qual naveguen a través de les seves tasques d'aprenentatge. Els estudiants poden ser organitzats en equips o gremis, i convidar-los a embarcar en les cerques de l'aprenentatge amb els seus companys del gremi. Se'ls pot animar a ajudar altres membres del gremi, igual que a aquells en altres gremis, si han dominat una tasca d'aprenentatge abans que uns altres. El paper del mestre pot ser fer-se responsable de donar-li seguiment als assoliments dels estudiants amb una plataforma basada a la web tal com Open Badges, el plug-in de WordPress Game On, o un full de càlcul en línia. El mestre pot també publicar una taula de puntuació en línia en la qual il·lustre als estudiants qui ha guanyat més XP, o ha aconseguit el nivell més alt de joc. El mestre pot definir els paràmetres del "joc" del saló, donant-li un nom a la meta final d'aprenentatge, definint les tasques que conformaran la unitat o curs i especificant les recompenses per completar aquestes tasques. L'altra regla important del mestre és proporcionar als estudiants recolzo i orientació mentre naveguen per l'ambient gamificat.
El paper d'un ambient d'aprenentatge gamificat pot estructurar-se per proporcionar una narrativa general que funciona com a marc per a totes les activitats d'aprenentatge. Per exemple, la narrativa podria involucrar un imminent atac zombie que pot ser espantat o un misteri d'assassinat que ha de ser resolt, en última instància, a través d'un procés d'aprenentatge. L'aprenentatge és el centre d'atenció de cada sistema gamificat. A vegades la narrativa està relacionat amb el contingut que s'està aprenent, per exemple, en el cas del brot d'una malaltia que pot ser detingut mitjançant l'aprenentatge de la biologia. En algunes ocasions, la narrativa no està relacionada, com en el cas dels estudiants de música que aprenen a tocar peces com els mitjans per pujar en conjunt fins al cim d'una muntanya, experimentant diversos desafiaments i contratemps en el camí. Altres formes en les quals els elements del joc són part de la funció de l'ambient d'aprenentatge inclouen temes de músiques tocats als moments oportuns, un circuit de retroalimentació contínua que, si no és instantània, sigui el més ràpid possible.
Per a més exemples de mestres i escoles que han implementat aquestes estratègies de gamificació en diverses formes, veu els següents llocs en línia:
- Lee Sheldon, professor associat i co-director del programa Arts de Simulació i Joc en l'Institut Politècnic Rensselaer comparteix un exemple d'un curs que va ensenyar com a joc.[38]
- Quest to Learn és una escola pública a la ciutat de Nova York per als estudiants dels graus 6 a 12, dissenyat per Katie Surten, que utilitza la narrativa, la resolució de problemes, i l'estructura dels sistemes de disseny de jocs per informar la seva pedagogia, cultura escolar i el currículum.[39][40]
- Lloyd Sommerer, mestre d'escola mitjana, gamifica les seves classes de programació.[41]
- Paul Darvasi va crear "La Sala de Joc" per a la seva classe d'anglès de secundària per estudiar la novel·la, One Flew Over the Cuckoo's Nest.[42]
- La Khan Academy va començar com un sistema informal mostrant vídeos educatius que ha crescut fins a convertir-se en una plataforma d'aprenentatge gamificat i ha estat adaptada en alguns contextos formals d'aprenentatge.

## Ludificació i aprenentatge amb sistemes de recompenses
Els educadors són dissenyadors constants de sistemes socials (més exactament, codissenyadors juntament amb els seus participants) i, per aquesta raó, el disseny d'estructures de participació i recompensa és una acció ineludible. Durant dècades els educadors han abordat el redisseny de les institucions socials per fer-les més justes, més participatives i més sensibles a les necessitats dels usuaris. L'interès de molts educadors en tècniques de ludificació per a l'aprenentatge pot sorgir d'aquesta insatisfacció amb com funcionen les notes i els sistemes d'acreditació actualment a les escoles. L'estructura d'aprenentatge típica basada en cursos que s'utilitza a les escoles es manté constant al llarg del temps (tothom comença i acaba alhora), però després deixa que variï el rendiment (Reigeluth, 1996). Per què no insistir en els estàndards d'excel·lència i permetre que el temps de realització variï? La frustració dels educadors generals amb l'avaluació actual els ha portat a les insígnies com un mètode alternatiu per avaluar l'aprenentatge, un que pugui dissociar la funció d'acreditació dels cursos, els exàmens i les escoles (Joseph, 2012). En el seu discurs inaugural com a presidenta “The End of Testing”, Eva Baker (2007), una de les principals expertes en avaluació, va desafiar els educadors a reconceptualitzar la seva pràctica perquè passés de consistir a “fer exàmens” a una que consistís a acreditar competències:
"La meva imatge d'una qualificació és la d'una competència homologada, obtinguda dintre o fora de l'escola. Una qualificació senzillament significa que, a diferents nivells de repte, un estudiant ha assolit una competència certificada, fidedigna. … Cada qualificació no és un examen nou, sinó una experiència integrada amb unes exigències d'actuació. Podria semblar un curs, o una col·lecció o una actuació musical o esportiva."
Barry Joseph (2012) descriu com l'interès per l'acreditació de competències dels experts en avaluació general encaixava amb l'obra de James Paul Gee (2005b) sobre jocs i avaluació. Gee defensava que els jocs són el futur de l'avaluació perquè demostren com l'avaluació pot ser rutinària, formativa i una peça inherent de l'aprenentatge. Per exemple, la majoria de jocs inclouen una batalla de caps, les quals serveixen com a avaluacions integrades que demanen que el jugador faci servir les habilitats que ell o ella han cultivat fins a aquell punt per tal de progressar (vegeu Collins i Halverson 2009 per a una ampliació d'aquesta idea).
Les seccions següents aborden la pregunta: com es podria fer un ús més eficaç d'aquells elements del disseny de jocs habitualment exportats per la ludificació als jocs per aprendre? Aquestes seccions desenvolupen classificacions anteriors de les recompenses (Blair, 2013) en connectar principis del disseny seleccionats de les ciències de l'educació amb usos eficaços de les recompenses per al disseny de sistemes d'aprenentatge. En especial, aquestes seccions no són una anàlisi estructural del que són les recompenses (Hamari i Eranti, 2011) ni un estudi minuciós de la participació en estructures de gamificació, com ara l'excel·lent anàlisi de Jakobson (2011) dels jugadors d'Xbox 360 (el qual, curiosament, és un cop d'ull als jugadors que reaccionen a la ludificació del joc). S'analitzen dissenys actuals en insígnies, sistemes de recompenses i estructures narratives dels jocs per tal d'elaborar una posterior heurística del disseny per fer servir les tècniques de ludificació en l'aprenentatge (Reigeluth, 1996; Antin i Churchill, 2011; Nicholson, 2012; Kapp, 2012).

### Enregistrar el progrés en l'aprenentatge
Les recompenses serveixen per indicar si una acció ha estat completada o no. No obstant això, en enregistrar aquestes recompenses es converteixen en una història ininterrompuda de la implicació de l'usuari amb el sistema. D'una manera molt semblant a les medalles al mèrit atorgades als boy scouts, les recompenses que premien la finalització d'una tasca serveixen com a registre, la qual cosa és útil perquè un usuari reflexioni sobre el que ell o ella han assolit i el que podrien voler fer en el futur. Els sistemes de recompenses com aquests proposen maneres fàcils en què els educadors podrien proporcionar dades d'aprenentatge molt més detallades que no les notes tradicionals o els expedients acadèmics. Un model com aquest també podria estimular una desviació dels models estandarditzats actuals en què s'espera que la majoria dels alumnes assoleixin tots les mateixes tasques a l'escola o que siguin mesurats amb el mateix manat de trajectòries d'aprenentatge (per exemple, seqüències de cursos de matemàtiques i ciències).

### Proporcionar retroacció sobre el progrés
Originalment utilitzats en jocs de rol, els punts d'experiència són una manera popular de proporcionar retroacció sobre el progrés d'un usuari i proporcionar una mecanisme per comunicar-se amb els jugadors. Guanyar punts suficients per passar al següent nivell també proporciona una sensació d'haver assolit un objectiu. A diferència de les notes, els sistemes de punts es configuren sobre un model de creixement per a l'usuari, no un dèficit, la qual cosa és un dels motius pels quals els educadors amb experiència en el disseny de jocs han orientat els seus passos cap als punts d'experiència en comptes de les notes (Holman, Aguilar i Fishman, 2013; Sheldon, 2012). És important assenyalar que aquests punts d'experiència sovint van aparellats amb alguna classe de sistema de nivells que implica alguna mena de domini o habilitat. En els jocs de rol tradicionals (JDR), les estadístiques d'atac d'un jugador poden augmentar quan pugen de nivell fingint domini a través d'experiència, i els sistemes de punts ben executats fan el mateix. Per exemple, les pàgines de xarxes socials com ara Reddit o Digg incorporen aquesta estratègia amb èxit perquè els valors de punts impliquen competència com ara l'habilitat de trobar contingut excepcional o contribuir a una discussió. Les mateixes tècniques es poden fer servir per als fòrums de discussions o les contribucions a través de cursos massius oberts en línia (MOOCs). A més a més, els punts d'experiència es poden ponderar per tal de fomentar tant l'assumpció de riscos i l'exploració com la pràctica addicional que desitgi un instructor. Moltes realitzacions d'aquests sistemes a les escoles dissocien aquestes tasques d'aprenentatge del calendari escolar, permetent que els alumnes aprenguin al seu propi ritme més que al mateix temps. Un aspecte vital per als educadors és fer transparents els valors i les hipòtesis que hi ha darrere d'aquests sistemes i fomentar el diàleg sobre ells (una cosa que avui dia rarament es fa a les escoles).

### Promoure la transparència en l'avaluació
Les recompenses, amb l'excepció de les recompenses secretes per promoure l'exploració, sovint permeten molta transparència quan es tracta de com un jugador aconsegueix la recompensa. (I de fet, un tema de debat de la Game Developer’s Conference Achievement Roundtable de l'any 2013 va ser com fer aquestes recompenses fins i tot més transparents per als usuaris, amb un dissenyador de recompenses que va declarar: “Les recompenses secretes fan fàstic”, paraules que van rebre grans aplaudiments.) Se sap, per la investigació en rúbriques (vegeu Mabry, 1999), que posar a l'abast dels alumnes els criteris d'avaluació pot augmentar la qualitat del treball i de l'aprenentatge. De manera semblant, dissenyar recompenses al voltant de regles amagades com aquestes pot desmitificar l'avaluació. De fet, convertir en explícites les regles informals i fer explícites las pràctiques acadèmiques importants per als estudiants pot ser una funció democratitzadora essencial de les recompenses.

### Motivar la persistència
No totes les parts de jugar un joc són divertides. Per exemple, escarrassar-se en un JDR s'ha citat sovint com un procés avorrit i repetitiu que la majoria de les persones desitjaria poder passar ràpidament. Per aquest motiu, els dissenyadors fan servir els sistemes de recompenses per trencar la monotonia i animar els jugadors a tirar endavant. Pokémon aborda aquesta qüestió fent servir la mecànica de joc de l'evolució per recompensar el jugador pel seu compromís. El joc recompensa el jugador amb un monstre més poderós i actualitza el seu Pokédex (l'enciclopèdia del jugador de coneixement sobre Pokémon) amb una nova entrada, la qual, com una insígnia, exerceix la funció d'un recordatori constant dels esforços del jugador. Gràcies a aquesta recompensa, s'estimula els jugadors a continuar el joc amb l'esperança de fer les seves criatures més poderoses. Els educadors fa molt temps que es lamenten que molts sistemes educatius (i en especial la cultura americana) adopten teories de l'assignació que assignen la recompensa al talent innat més que a l'esforç, la qual cosa fa que, en última instància, molts estudiants creguin de manera errònia que no poden tenir èxit en dominis en els quals no se senten còmodes (Bandura, 1982; Ryan i Deci, 2000; Dweck i Master, 2008). Els bons sistemes de recompenses podrien contrarrestar aquestes expectatives de manera explícita.

### Fomentar la destresa
Les recompenses que ressalten el prestigi o l'habilitat són útils a l'hora de motivar un jugador no solament perquè continuï jugant un joc sinó també perquè domini la mecànica bàsica. Al joc Metroid original (Nintendo, 1986), els jugadors eren recompensats amb finals diversos en funció de la rapidesa dels jugadors per completar el joc així com quina proporció del planeta exploraven. Només als jugadors més hàbils se’ls mostrava el final que revelava que Samus era una dona. De manera anàloga, Call of Duty: Modern Warfare 2 (Infinity Ward 2009) atorga emblemes als seus jugadors per completar accions que exigeixen molta habilitat durant els partits multijugadors. Aquestes habilitats inclouen rebre un impacte al cap, salvar companys d'equip i mantenir un percentatge de baixes i morts (Kill-Death Ratio) elevat. L'emblema que el jugador desbloqueja després es pot exhibir al perfil del jugador com a senyal de domini per a la comunitat i estímul per a altres jugadors a intentar assolir el domini. Les exhibicions de domini són essencials per a la cultura dels fans (i una font excel·lent de recompenses). El que representa el domini d'un joc o sistema és una de les discussions més consagrades en la cultura dels fans i, els educadors, encara estan esperant, en la majoria dels casos, un joc que inspiri un fervor semblant. De la mateixa manera, també estan esperant un joc tan sòlid com perquè produeixi pràctiques noves com ara els speedrun, que a Metroid, per exemple, és una manera com els jugadors distingeixen els jugadors experts dels competents.

### Animar a córrer riscos
A la taula rodona de la Game Developer Conference (Conferència de Desenvolupadors de Videojocs) de l'any 2013, Stockton va comentar com molts jugadors de World of Warcraft (Blizzard Entertainment, 2004) senten una profunda aversió a la modalitat jugador contra jugador (JcJ) i fa falta persuadir-los amb afalacs ni que sigui perquè s'interessin superficialment pel camp de batalla. Amb el pas del temps, han fet petites modificacions a les recompenses per obtenir-les amb passos cada vegada més petits per experimentar amb la modalitat JcJ, de manera que els jugadors poden guanyar recompenses simplement per fer cua per entrar en un camp de batalla. Què passaria si els educadors abordessin àrees semblants com ara les matemàtiques i dissenyessin recompenses per tal d'ajudar els alumnes a superar la por de les matemàtiques, de parlar en públic o de compartir la feina escrita amb els companys.

### Animar l'exploració de sistemes nous per estimular el domini
En el joc Plants Vs. Zombies (PopCap Games, 2009), les recompenses i les seves insígnies respectives es poden guanyar jugant el joc de maneres diferents. Per exemple, un repte demana un jugador que completi un nivell no fent servir res més que plantes devoradores de persones. Normalment, mentre es juga el joc, les plantes devoradores de persones no solen ser les plantes preferides i sovint pot passar que no es facin servir. Per desbloquejar aquesta recompensa, els jugadors han de sortir de la seva zona de confort i aprendre com fer servir els “Chompers” de manera eficaç. La clau d'aquesta estructura consisteix a presentar l'acció sol·licitada com un repte al jugador. En el camp de l'educació, aquest enfocament podria fer cridar l'atenció a una part del disseny que s'hauria passat per alt o podria animar els alumnes a deixar el camí fresat (les solucions senzilles a problemes difícils). A vegades les recompenses que estimulen l'exploració es presenten una vegada que s'ha assolit l'objectiu principal o algun nivell similar de competència. D'aquesta manera, l'exploració de l'espai d'una manera nova no s'enredarà amb els conceptes bàsics.

### Reformular l'experiència de joc per estimular la reflexió
Els videojocs com ara Jetpack Joyride (Halfbrick Studios, 2011), un videojoc senzill d'acció de desplaçament lateral, inclouen objectius senzills (viatjar com més lluny possible), però després fa servir les recompenses per comunicar objectius del joc extremadament diferents, que varien des d'anihilar científics a crear “quasi accidents” amb làsers. De la mateixa manera, els videojocs d'estratègia com ara Civilization inclouen de manera rutinària recompenses per guanyar per mitjà d'estratègies específiques, com ara guanyar per mitjà d'una victòria econòmica o construint només una ciutat. En especial, aquest repte (el repte de la ciutat única) sorgeix dels fòrums de discussió del videojoc. D'una manera més radical, videojocs com ara Deus Ex: Human Revolution (Eidos Montreal, 2011), que recompensen els jugadors per guanyar el joc sense matar ningú, són radicals en el sentit que fan servir les recompenses per reconceptualitzar tot el joc. Els educadors, sovint volen que els seus alumnes reflexionin sobre la naturalesa d'un videojoc com una representació (McCall, 2011). Volen que els seus alumnes vegin els videojocs com a objectes dissenyats que fan conceptes i representacions a l'hora de representar fenòmens complexos. Les recompenses poden reformular l'experiència de joc i ajudar els alumnes a reflexionar sobre com les regles de joc podrien ser diferents. Els alumnes que creen recompenses també pot invitar a la participació en el sistema.

### Fer el coneixement més flexible (intentar contrastar els casos)
Els sistemes de recompenses es poden fer servir com una manera de descriure ràpidament un conjunt d'experiències que un alumne ha adquirit al llarg del temps. El valor de tenir un sistema de recompenses flexible deriva de la capacitat d'aplegar recompenses diferents sense haver de cenyir-se a aplegar totes les d'un conjunt predeterminat. En proporcionar un conjunt gran de recompenses d'entre les quals escollir, els jugadors poden comparar i contrastar els seus perfils, la qual cosa fa cridar l'atenció, i sovint una cosa que celebrar, sobre les diferències. D'aquesta manera, les recompenses es poden fer servir com un currículum en el sentit que enumeren les recompenses d'un jugador i destaquen allò que el distingeix/el que constitueix el seu conjunt d'habilitats.

### Estimular la col·laboració
Les recompenses col·laboratives, com ara la insígnia de Just Press Play per portar un amic o una amiga a un acte fora del campus, pot empènyer els jugadors a tenir noves experiències, eixamplant les seves xarxes socials i fent-los partícips de reflexions i debats. Algunes insígnies de FourSquare com ara la insígnia BFF (10 inscripcions amb un amic) són potser l'exemple més impressionant de com la gamificació pot orientar la gent a crear noves experiències per a altres persones. El cas d'estudi Just Press Play de l'Institut de Tecnologia de Rochester planteja com els educadors podrien treure profit d'aqueste eines i, tant de bo ben aviat, els sistemes de realitat augmentada (AR) com ara l'aplicació MITAR (realitat augmentada del MIT) o l'aplicació ARIS (realitat augmentada i narració interactiva) també permetran les insígnies creades pels mateixos usuaris.

### Donar exemples als usuaris del que són els experts i del que poden fer
D'una manera molt semblant a un arbre tecnològic, les recompenses es poden dissenyar per establir diverses competències demanades als professionals (o qualsevol funció social que es desitgi). Un valor primordial d'aquest tipus d'insígnies consisteix a fer explícites formes tàcites de competència. Es podrien imaginar, per exemple, professors que dissenyen insígnies per als universitaris per comunicar-los les moltes parts “que es donen per enteses” necessàries per tenir èxit en el món acadèmic (xarxes socials, habilitats de presentació professional).

### Certificar el desenvolupament professional continu
Si bé els sistemes educatius formals són notablement difícils de canviar (Tyack and Cuban, 1995),el desenvolupament professional gairebé és obert de bat a bat, proposant oportunitats perquè les insígnies certifiquin el manteniment de les habilitats. La capacitació professional és una necessitat en camps que van des de la medicina a la informàtica, però fins i tot àmbits més banals com ara la formació dels conductors es podrien beneficiar d'aquest tipus d'insígnies. eBay és un model per fer això. Per mantenir una estrella fugaç, els venedors d'eBay necessiten mantenir una puntuació alta de manera constant basada en les ressenyes dels usuaris. Com que necessita manteniment (en aquest cas, la qualitat s'ha de mantenir d'una manera constant), la comunitat la considera valuosa com a exemple de competència. N'hi ha que estan en contra d'aquest enfocament perquè consideren que és esgotador haver de mantenir una recompensa i que això representa molta pressió. Per exemple, mantenir la lliga diamant d'Starcraft o mantenir la teva kill death ratio elevada de Call of Duty canvia la manera com s'aborda una partida. Si bé aquest tipus d'insígnies “hardcore” poden ser problemàtiques en les activitats recreatives, poden tenir un paper real en l'educació.
Un repte primordial per als dissenyadors de videojocs és com fer servir aquestes tècniques sense soscavar la motivació (vegeu Hecker, 2010). Com Hecker comenta irònicament, la recerca sobre motivació intrínseca és complicada i a vegades contradictòria, però el que sí se sap és que a vegades les recompenses poden soscavar la motivació intrínseca. Podria ser que la motivació intrínseca i extrínseca són en gran manera fenòmens incipients que sorgeixen de la intersecció de la persona, la tasca i el context i, per tant, hi ha una variació considerable en com les persones experimenten aquest tipus de motivació. Els investigadors del disseny, que busquen de transformar les experiències d'aprenentatge, defensen que les estructures gamificades, com ara les recompenses, poden funcionar per fomentar l'aprenentatge si es fan servir de manera cuidadosa (per a un enfocament similar a com es fan servir les insígnies avui dia en l'educació, vegeu Josep, 2012).

## El potencial i el repte de la gamificació com a acreditació alternativa
Per a molts educadors, l'objectiu principal de les insígnies és la de crear un sistema alternatiu d'avaluació i acreditació. Els alumnes aprenen habilitats en espais formals i informals no reconeguts per les institucions d'aprenentatge. La Viquipèdia, per exemple, depèn de la seva comunitat per editar els articles i assegurar-se que el contingut és correcte. Atès que el percentatge d'errors de la Viquipèdia i l'Encyclopaedia Britannica són similars (Giles, 2005), es podria deduir que els editors voluntaris desenvolupen la seva tasca d'una manera semblant als editors professionals. En la Viquipèdia, els usuaris són reconeguts i recompensats per les seves contribucions al lloc web amb banderoles que poden col·locar a les seves pàgines d'usuari. Per desgràcia avui dia no es dona una manera de recompensar els usuaris per la seva competència fora de la Viquipèdia. Fins i tot si l'usuari desenvolupa la seva tasca a nivell professional, és possible que la seva feina tingui molt poca importància per no dir-ne gens quan sol·licitin un programa universitari o facin una entrevista de feina (Ochsner i Martin, 2013). De manera ideal les insígnies haurien de servir com a indicador de la competència a la qual es pot remetre l'usuari en aquestes situacions.
Es podria esperar que la gamificació prosperés en camps que canvien ràpidament. La informàtica s'ha enfrontat a un problema similar de mostrar competència sense un procés formal d'acreditació, com ara un curs universitari. Les noves tecnologies apareixen constantment i el domini d'aquestes tecnologies es converteix ràpidament en una habilitat amb molt valor comercial. Això no obstant, el moment en què una universitat ofereix una classe d'una determinada tecnologia hi ha moltes probabilitats que aquesta habilitat s'hagi quedat obsoleta o que una nova tecnologia l'hagi substituïda. Això dona com a resultat que durant un temps hi hagi demanda per a l'habilitat en qüestió però que no hi hagi manera de llogar ningú amb una acreditació tradicional. Aquest problema ha portat a què les institucions ensenyin informàtica d'una manera diferent. Més que ensenyar un llenguatge informàtic concret, la informàtica està més orientada als paradigmes de programació, instant els estudiants a desenvolupar habilitats que els permetran aprendre llenguatges nous més que només aprendre un llenguatge a fons. Això no vol dir que no existeixin els experts -en l'entretant, els programadors autodidactes, que han estat treballant amb una determinada tecnologia durant un període, s'han convertit en experts- simplement que hi ha necessitat d'una forma alternativa d'acreditació.
Per tal de salvar aquesta llacuna, els desenvolupadors, com ara Sun Microsystems i Microsoft, han creat sistemes d'acreditació específics que qualsevol persona pot sol·licitar per tal de mostrar la seva competència. Els programadors individuals també han tret profit de serveis com ara Github que serveixen com a portfoli. Github és un espai de codificació col·laboratiu on els programadors publiquen el seu codi perquè el públic general el consulti i el modifiqui. Com a portfoli, Github funciona com a exemple continu i representatiu de l'habilitat d'un programador així com un exemple de com ell o ella treballen de manera col·laborativa. No costa de veure com un sistema d'insígnies pot servir una finalitat semblant.
Ja es veuen fòrums d'aprenentatge en línia que despleguen insígnies destinades a demostrar la competència. Gràcies en part a l'èxit de Khan Academy, Code Academy i altres comunitats similars, ara sembla que la pregunta no és “es farà servir la gamificació per a l'acreditació?” sino “com?” Es pot aprendre dels que l'han adoptat de manera inicial reflexionant sobre els reptes a què s'enfroten duent a terme aquest tipus de sistemes “en estat salvatge”. Per exemple, la majoria d'insígnies “d'assistència” es poden aconseguir fàcilment perquè s'assignen de manera automàtica, activades per regles predefinides. A causa d'això, un usuari pot guanyar una insígnia simplement per posar un vídeo sense de fet mirar-se’l. Si es volen fer servir aquestes insígnies com a forma alternativa d'avaluació, s'ha de tenir en compte el que es pot deduir de l'usuari atès el mitjà. Si s'atorga una insígnia per posar un vídeo, es pot suposar però no es pot tenir la certesa absoluta, que l'usuari ha mirat el vídeo. De manera semblant, si l'objectiu és crear recompenses significatives, s'ha de ser conscient no solament de les maneres com s'obtenen les insígnies, sinó també de les maneres com es poden manipular en benefici propi. Les insígnies que exigeixen més dels usuaris tampoc són immunes a les manipulacions. Un exemple d'això es pot trobar en les medalles de forat negre de Kahn Academy.
La medalla de forat negre va ser concebuda per ser una recompensa a la constància i la competència, que exigia que l'usuari passés una gran quantitat de temps a la pàgina web fent exercicis. A causa de la seva escassetat i exclusivitat, es va donar molt valor a obtenir una medalla de forat negre. No obstant això, la dificultat associada a obtenir una medalla com aquesta va donar lloc a la creació d'estratègies que representaven maneres de violar les regles del sistema per tal d'aconseguir la medalla de manera eficient. Una d'aquestes manipulacions consisteix a encertar nou preguntes seguides i després fallar l'última a propòsit per tal de treure el nombre màxim possible de punts (vegeu {{format ref}} https://code.google.cat/p/kahnacademy/issues/detail?id=3083). Originàriament concebut per animar els usuaris que no eren gaire experts, aquest increment de punts, en canvi, va animar els alumnes a respondre de manera incorrecta preguntes que podrien haver encertat. Si la mesura de la competència suposa que els usuaris que responen totes les preguntes correctament tenen una execució millor que els que no, aquest nivell de manipulació soscavaria aquesta avaluació. La medalla funcionava perfectament com un motivador extern però, per desgràcia, almenys en alguns casos, portava a l'enginyeria inversa del sistema per tal d'obtenir la medalla de manera eficaç sense, de fet, haver “d'aprendre” o completar la tasca tal com s'esperava.
El fet que un sistema pugui ser manipulat no significa que li falti mèrit, sinó que simplement li faria falta una revisió. Els videojocs sovint són manipulats pels jugadors, que desitgen aplicar al sistema el mètode del “minimax”. El mètode del “minimax” és el procés de minimitzar les experiències o els trets indesitjables, al mateix temps que es maximitzen els resultats desitjats. El mètode del “minimax”s'espera que els jugadors l'apliquin, i sol ser en benefici del desenvolupador apedaçar o arreglar el problema si aquest té un efecte perjudicial per a l'experiència desitjada. De manera semblant, un intent de gamificació tècnicament ben realitzat tindrà un refinament continu de l'enfocament tenint en compte com interactua l'usuari amb el joc.
A més a més de burlar el sistema, Jenkins (2012) adverteix que les insígnies, i recompenses similars, potencialment també poden alterar les comunitats orgániques actuals perquè atribueixen valor a allò que els dissenyadors consideren que és important, més que a allò que valoren les comunitats de fans. Si bé és molt important considerar això, incorporar valors dels jugador i del dissenyador no és impossible. Agafant exemples com ara el repte de la Ciutat Única de Civilization, l'èxit de la incorporació de sistemes de recompenses és una conversa asíncrona entre jugadors i dissenyadors. Els dissenyadors observen l'activitat dels jugadors, veuen el que ells valoren i com juguen els videojocs (i també veuen speed runs o head shots), i després reconeixen aquestes pràctiques en els videojocs futurs. Al capdavall, els videojocs són alhora mitjà de comunicació i maneres d'interactuar, i es transmeten pràctiques d'una experiència comunicativa a una altra. De fet, una de les experiències de joc més gratificants com a jugador és quan es prova una acció o estratègia original (com ara saltar d'un penya-segat a World of Warcraft), i de cop i volta sorgeix una recompensa reconeixent la consecució del jugador i creant aquesta mena de conversa secreta entre el jugador i el dissenyador.
Més que ser un artefacte estàtic, la incorporació de recompenses, sobretot aquelles que promouen el domini o l'exploració, creen un sistema dinàmic que continua posant desafiaments a l'usuari.
Una altra qüestió fonamental que han de fer front els educadors és si s'ha de crear un sistema d'insígnies múltiple (com ara un sistema d'insígnies per a cada museu o cada espai d'aprenentatge informal) i si s'ha de crear una xarxa d'insígnies a escala de tot el sistema educatiu o fins i tot global. Fer servir una xarxa global té molts avantatges: els emissors/educadors no s'han de plantejar si tenen la infraestructura necessària per portar un registre de les recompenses i organitzar-les, i els usuaris tenen la comoditat de tenir un repositori central que cataloga les recompenses d'una varietat de contextos. En canvi, tenir nombrosos sistemes significa que les recompenses d'un usuari es troben disperses per tot l'Internet. Si bé aquestes insígnies poden reflectir de manera precisa la competència d'un usuari, corren el risc de convertir-se en opaques o esotèriques simplement perquè són més difícils de compartir. Per desgràcia, una recompensa té poc valor si ningú sap per què és important en primer lloc. Ser incapaç de compartir les recompenses de manera eficaç fa que el risc que aquestes recompenses es passin per alt sigui més probable. Els sistemes oberts agrupen aquestes recompenses ressaltant el que els usuaris han fet sense haver d'aplegar recursos.
El projecte d'insígnies obertes de Mozilla mira de crear un estàndard obert per a les insígnies que permeti a les institucions organitzar les seves pròpies insígnies, i al mateix temps també estar connectades a institucions més grans. La interfície de programació d'aplicacions oberta de Mozilla (API) és gratuïta, “un estàndard tècnic obert que qualsevol organització pot fer servir per crear, emetre i verificar insígnies digitals” (Fundació Mozilla, 2011). Un museu podria, per exemple, crear una insígnia per completar un taller de disseny de videojocs, que seria mostrada juntament amb recompenses dissenyades per la NASA, Microsoft i Disney (vegeu {{format ref}} http://community.openbadges.org). Aplicar les insígnies obertes és senzill amb molts recursos i moltes aplicacions de terceres parts disponibles en línia. En resum, el sistema de l'educador identifica on serà el jugador i el que el jugador ha de fer per tal d'obtenir la recompensa, i el sistema (videojoc) informa el sistema d'acreditació que l'acull que l'usuari ha complert els requisits. Aleshores s'emet la insígnia pertinent i s'envia una notificació per correu electrònic. Després aquests insígnia es pot mostrar en una pàgina, única per a l'usuari, o compartida a través de les xarxes socials com ara Facebook o Twitter.
Els educadors esperen que a través de la iniciativa de Mozilla d'insígnies obertes, les escoles, els museus i altres grups d'aprenentatge formal i informal podrien fer contribucions a aquest repositori obert. Determinades insígnies podrien esdevenir respectades, de manera que els educadors entendrien que completar un taller de disseny de videojocs o crear un videojoc que aconsegueix una determinada qualificació és valuós. Potser, fins i tot les institucions educatives començaran a fer-les servir com a credencials en comptes de les notes, els expedients acadèmics o les notes dels exàmens

## Història
Sense incorporar elements extra del joc als salons de classes, l'educació ja inclou alguns elements que són anàlegs als jocs. Des de 1700, l'escolta ha representat oportunitats per als estudiants d'obtenir notes per lliurar tasques, que són com a punts, i els estudiants que aconsegueixin certes notes poden guanyar certificats o beques. Des de principis de 1900, amb l'arribada de la teoria psicoanalítica, van ser desenvolupats els programes d'administració de recompenses i encara es poden veure a les escoles. Per exemple, molts mestres estableixen programes de recompensa en els seus salons de classe que permet als estudiants guanyar temps lliure, material escolar o tractes per acabar la tasca o seguir les regles de l'aula.
Mentre que alguns han criticat el terme "gamificació" llavors, simplement com un nou nom per a una pràctica que s'ha utilitzat a l'educació per molts anys, la gamificació no es refereix a un sistema unidimensional on s'ofereix una recompensa perquè es realitzi determinat comportament. La gamificació de l'aprenentatge és un enfocament que recentment s'ha desenvolupat en coordinació amb avanços tecnològics, per incloure escales majors de jocs, noves eines i noves formes per connectar a la gent. El terme gamificació, encunyat en el 2002, i que es va tornar popular en el 2007 no és un sistema unidimensional de recompensa. Més aviat, presa en consideració una varietat de complexos factors que fan que una persona decideixi fer alguna cosa; és un enfocament multifacètic que t en compte la psicologia, el disseny, l'estratègia i la tecnologia. Una de les raons per a la popularització del terme "gamificació" és que els avanços actuals en tecnologia i, en particular, tecnologia mòbil han permès l'explosió d'una varietat d'iniciatives de gamificació en diversos contextos. Alguns d'aquests contextos inclouen els programes de lleialtat de Starbucks i Shoppers Drug Mart, aplicacions de registre basades en localització tals com Foursquare, i aplicacions web i mòbils i eines que recompensen i difonen alimentació saludable, prendre i hàbits d'exercici com el són Fitocracy, BACtrack i Fitbit. Aquests exemples involucren l'ús d'elements del joc tal com punts, insígnies i taules de posicions per motivar canvis de conducta i registrar aquests canvis en plataformes en línia. La gamificació de l'aprenentatge està relacionada a aquestes iniciatives populars, però s'enfoca específicament en l'ús dels elements del joc per facilitar el compromís de l'estudiant i la motivació per aprendre. És difícil assenyalar amb exactitud quan la gamificació, en l'estricte sentit de la paraula, va venir a ser utilitzat en el context educatiu, encara que els exemples compartits en línia pels mestres a les aules van començar a aparèixer en el 2010.

## Teories de l'aprenentatge
Respecte a les teories de l'aprenentatge, la gamificació és coherent amb els principis de les teories conductistes, cognitivista, constructivista i connectivista.
La teoria conductista es basa en l'estudi de la conducta humana i de com modifiquem aquesta conducta a través dels estímuls que sempre generen una resposta. Per exemple, en els videojocs aquests estímuls produeixen un feedback constant, com el reforç positiu que afavoreix la fidelització del jugador. Existeix una gamificació enfocada al desenvolupament de la conducta mitjançant la qual aprenem la importància de les normes (regles del joc) i desenvolupem valors i actituds.
La teoria cognitivista estudia la cognició, és a dir, els processos mentals que es generen en la ment humana relacionats amb el coneixement, i se centra en els mecanismes que possibiliten l'elaboració del mateix. L'aprenentatge amb els jocs seriosos està garantit, ja que el jugador se situa al centre de l'experiència i es fa responsable de les seves accions mentals. L'avanç en el joc està condicionat per les seves decisions i accions. Per poder avançar és necessari que existeixi un aprenentatge i una millora de les seves habilitats cognitives.
Segons la teoria constructivista, la construcció del coneixement està basat en el desenvolupament de l'aprenentatge a partir d'uns coneixements previs mitjançant tasques significatives. Lev Vigotski en 1978 ja parlava de la teoria del joc, que s'apropava a la realitat dels videojocs o jocs virtuals, referint-se a ells com la possibilitat de realitzar el que en la realitat és impossible (referint-se al joc de rol): per tant, el joc és tal que la seva explicació ha de ser sempre la que suposa la realització il·lusòria, imaginària, de desitjos irrealitzables.
La teoria connectivista permet al jugador crear xarxes de col·laboració que generen un aprenentatge col·laboratiu. Hi ha dues perspectives en els jocs virtuals amb networking, la individual del jugador i la comunitària, en la qual es necessita una retroalimentació. Les experiències col·laboratives passen per l'aprenentatge personal i viceversa.

## Eficàcia
La recerca de Domínguez i col·legues respecte a les experiències de gamificar l'aprenentatge indiquen que les creences comunes sobre els beneficis obtinguts quan s'utilitzen els jocs a l'educació poden ser qüestionades. Els estudiants que van completar l'experiència gamificant van obtenir millors puntuacions en tasques pràctiques i en la puntuació global, però els seus resultats també indiquen que aquests estudiants es van exercir de manera pobra en tasques escrites i participaven menys en activitats de la classe, encara que la seva motivació inicial era major. Els investigadors van concloure que la gamificació en plataformes d'aprenentatge virtual sembla tenir el potencial per augmentar la motivació de l'estudiant, però que no és trivial per aconseguir aquest efecte, ja que cal un gran esforç en el disseny i implementació de l'experiència perquè sigui totalment motivador per als participants. D'una banda, l'anàlisi qualitativa de l'estudi indica que la gamificació pot tenir un gran impacte emocional i social en els estudiants, ja que els sistemes de recompensa i els mecanismes competitius socials semblen ser motivadors per a ells. No obstant això l'anàlisi quantitativa indica que l'impacte cognitiu de la gamificación en estudiants no és tan significatiu. Els estudiants que van seguir els exercicis tradicionals es van exercir de manera similar en la puntuació total que aquells que van seguir els exercicis gamificados. Els desavantatges de l'aprenentatge gamificado van ser reportades per 57 estudiants que no van voler participar en l'experiència gamificada. La raó més freqüent exposada pels estudiants va ser 'disponibilitat de temps'. La segona raó més important va ser problemes tècnics. Altres raons eren que hi havia massa estudiants i que havien de visitar tantes pàgines web i aplicacions a la universitat que no volien usar una nova.
Una altra àrea on seriosos jocs són usats per millorar l'aprenentatge és la cura de la salut. Petit dit Dariel, Raby, Ravaut and Rothan-Tondeur (2013) van investigar el desenvolupament de seriosos jocs potencials en la formació de la infermeria. Ells suggereixen que alguns estudiants d'infermeria tenen exposició a llarg termini en assistència a domicili i situacions comunitàries. Es necessiten noves eines pedagògiques destinades a preparar de manera adequada i consistent a les infermeres per a les habilitats que necessitaran per cuidar als pacients anés dels entorns d'atenció greu. Els avanços a les tecnologies de la informació i la comunicació ofereixen una oportunitat per explorar innovadores solucions pedagògiques que puguin ajudar els estudiants a desenvolupar aquestes habilitats en un entorn segur. Les simulacions de laboratori amb manequíes d'alta fidelitat, per exemple, s'han tornat un element integral a diversos programes de cura de la salut. Un recent estudi sistemàtic va trobar evidència que indica que l'ús dels maniquís en la simulació millora significativament tres resultats integrals del raonament clínic: adquisició del coneixement, pensament crític i l'habilitat per identificar pacients la condició de les quals s'estigui deteriorant.
En l'estudi de Mouaheb, Fahli, Moussetad i Eljamli es va investigar una versió americana del joc seriós: Universitat Virtual. Els resultats van mostrar que l'aprenentatge utilitzant aquest joc seriosos té valors educatius que estan basats en conceptes d'aprenentatge recomanats per teories constructivistes psico-cognitives. Garanteix motivació intrínseca, genera conflictes cognitius i aprenentatge situat. L'ús de la Universitat Virtual va permetre als investigadors identificar els següents punts clau: des de la seva picardia combinada amb les tecnologies del vídeo joc, l'eina va ser capaç de motivar als principiants intrínsecament; el joc de simulació també recrea situacions d'aprenentatge molt properes a la realitat, especialment considerant la complexitat, dinamisme i totes les interrelacions i interaccions que existeixen dins del sistema de la universitat. Aquest és un avantatge educatiu major en fomentar 1) una interacció intensa que genera conflictes reals cognitius o soci-cognitius, proporcionant una sòlida construcció del coneixement; 2) una autonomia en el procés d'aprenentatge següent una forta activitat metacognitiva; 3) una transferència eventual d'habilitats adquirides.

## Crítica
La gamificació de l'aprenentatge ha estat criticat pel seu ús motivador extrínsic, el qual alguns professors creuen que s'ha d'evitar, ja que tenen el potencial de disminuir la motivació intrínseca per a l'aprenentatge. Aquesta idea està basada en la primera recerca que va sorgir a principis de 1970 i s'ha fet popular recentment per Daniel Pink. Els mestres poden no reconèixer que les motivacions extrínsiques estan treballant en una aula típica, o que ells poden minimitzar la motivació extrínseca.
Alguns mestres poden criticar la gamificació per prendre un enfocament menys seriós cap a l'educació. Això pot ser el resultat d'una distinció històrica entre el treball i el joc que manté la ideeu que el saló de classes no pot ser un lloc per a jocs o per divertir-se. El joc també ha sofert sota les idees falses que és fàcil, irrellevant per a l'aprenentatge i aplicable només per a nens molt petits. Aquestes impressions negatives del joc poden traduir-se en sospites relacionades amb el valor dels elements del joc que promouen la diversió i un sentit de gràcies dins del context d'aprenentatge.
Els mestres que critiquen la gamificació de l'aprenentatge poden sentir que no val la pena prendre's el temps per implementar iniciatives de joc, ja sigui perquè ells mateixos estan baix tanta pressió amb el nombre de responsabilitats que ja té, o perquè temen que no puguin cobrir el programa si dediquen una mica de temps a una altra cosa que no sigui el seu compromís amb aquest programa. La gamificació de l'aprenentatge també ha estat criticada com a ineficaç per certs principiants i per certes situacions. cal assenyalar que els defensors de la gamificació mai han afirmat que la gamificació és una panacea, reconeixent que no és una estratègia apropiada per motivar a cada aprenent en cada circumstància. El teòric del joc de vídeo Ian Bogost ha criticat la gamificació per la seva tendència a prendre un enfocament simple i manipulador que no reflecteix la qualitat real dels jocs motivacionals i complexos. Els escenaris educatius que pretenen ser de gamificació però només fan ús de mecanismes d'avanç tals com a punts, insígnies i taules de puntuació són particularment susceptibles d'aquesta crítica.